# Alfred Měškank
Alfred Měškank (niem. Alfred Müßiggang, Alfred Meschkank) (ur. 14 października 1927 w miejscowości Droždźij w powiecie Budziszyn, zm. 1 stycznia 2016 w Chociebużu) – serbołużycki tłumacz, językoznawca, nauczyciel i bajkopisarz.
Po studiach na Uniwersytecie Wrocławskim pracował jako nauczyciel fizyki i astronomii w Dolnołużyckim gimnazjum w Chociebużu. Tłumaczył literaturę polską na język łużycki i niemiecki. Autor podręcznika „Podstawy języka dolnołużyckiego“.